# Make It Rain (Pop Smoke)
Make It Rain è un singolo del rapper statunitense Pop Smoke, pubblicato il 12 giugno 2020 come primo estratto dal primo album in studio Shoot for the Stars, Aim for the Moon.

## Descrizione
Il brano, che vede la partecipazione del rapper statunitense Rowdy Rebel, è la prima pubblicazione postuma di Smoke dopo la sua morte avvenuta a febbraio 2020. La strofa di Rebel è stata registrata da una chiamata effettuata tramite il telefono della prigione.

## Pubblicazione
A giugno 2020, nel rispetto delle proteste razziali negli Stati Uniti d'America contro la brutalità poliziesca, Steven Victor, amministratore delegato dell'etichetta Victor Victor Worldwide, ha deciso di rinviare l'uscita del disco dal 12 giugno al 3 luglio. Inoltre, quest'ultimo ha creato una nuova organizzazione no-profit, la Victor Victor Foundation, per supportare i giovani neri.

## Video musicale
Il video musicale è stato reso disponibile attraverso YouTube in concomitanza con l'uscita del brano, il 12 giugno 2020.

## Tracce
Testi e musiche di Bashar Jackson, Alyamani Ouadah e Chad Marshall.
1. Make It Rain – 3:24

## Formazione
Musicisti
- Pop Smoke – voce
- Rowdy Rebel – voce aggiuntiva
- Alyamani Ouadah – programmazione

Produzione
- Yamaica – produzione
- Jess Jackson – ingegneria del suono, missaggio
- Sage Skofield – ingegneria del suono, assistenza al missaggio
- Corey "Cutz" Nutile – registrazione

## Classifiche
| Classifica (2020) | Posizione massima |
| ----------------- | ----------------- |
| Canada            | 35                |
| Francia           | 99                |
| Grecia            | 43                |
| Irlanda           | 86                |
| Portogallo        | 103               |
| Regno Unito       | 73                |
| Stati Uniti       | 49                |
| Svizzera          | 84                |